# Leistera pulchristrigata
Espèce
Leistera pulchristrigata est une espèce d'insectes lépidoptères (papillons) originaire de Nouvelle-Guinée.

## Taxonomie
L'espèce actuellement appelée Leistera pulchristrigata a été décrite par George Thomas Bethune-Baker en 1906 sous le nom initial de Catephia pulchristrigata.
En fonction des sources, elle est placée dans la famille des Erebidae ou dans celle des Noctuidae.
Il existerait au moins une sous-espèce : Leistera pulchristrigata denuda Prout, 1922.

## Morphologie
Dans sa description originale, l'auteur indique que l'imago de Leistera pulchristrigata a une envergure d'environ 80 mm pour le mâle et de 87 mm pour la femelle.

### Publication originale
(en) George Thomas Bethune-Baker, « New Noctuidae from British New Guinea », Novitates Zoologicae, Londres, Walter Rothschild Zoological Museum, vol. 13, no 2,‎ juillet 1906, p. 191-287 (ISSN 0950-7655, lire en ligne).